# Terpsichore pirrensis
Terpsichore pirrensis är en stensöteväxtart som beskrevs av Alan Reid Smith. Terpsichore pirrensis ingår i släktet Terpsichore och familjen Polypodiaceae. Inga underarter finns listade.